# Peter DeBoer
Peter DeBoer (* 13. Juni 1968 in Dunnville, Ontario) ist ein ehemaliger kanadischer Eishockeystürmer und jetziger -trainer. Er war zuletzt von Juni 2022 bis Juni 2025 als Cheftrainer der Dallas Stars aus der National Hockey League tätig. Zuvor betreute er in gleicher Funktion bereits die Florida Panthers, New Jersey Devils, San Jose Sharks und Vegas Golden Knights.

## Karriere als Spieler
Peter DeBoer begann seine Karriere 1985 bei den Windsor Compuware Spitfires aus der kanadischen Juniorenliga OHL. Nach seiner Rookie-Saison mit drei Toren und sechs Assists steigerte er sich in seinem zweiten Jahr auf insgesamt 30 Scorerpunkte und war in den Playoffs drittbester Scorer des Teams mit vier Toren und neun Vorlagen.
Den größten Erfolg seiner Karriere konnte er mit Windsor in der Saison 1987/88 feiern, als sie das Finale der OHL-Playoffs und somit erstmals den J. Ross Robertson Cup gewannen. Durch den Gewinn der Meisterschaft durften die Spitfires an der Memorial-Cup-Finalrunde teilnehmen, wo sie jedoch im Finale den Medicine Hat Tigers unterlagen.
DeBoer wurde daraufhin im NHL Entry Draft 1988 von den Toronto Maple Leafs in der zwölften Runde an Position 237 ausgewählt, blieb aber noch ein Jahr bei den Junioren. Dort spielte er seine persönlich beste Saison mit 45 Toren und 46 Assist in 65 Ligaspielen, womit er seine Mannschaft anführte, der Erfolg aus dem Vorjahr konnte jedoch nicht wiederholt werden.
Nach dem frühen Ausscheiden der Spitfires aus den Playoffs gab DeBoer noch im Frühjahr 1989 sein Profidebüt bei den Milwaukee Admirals aus der zweitklassigen IHL. Die folgenden zwei Spielzeiten bestritt er ebenfalls bei den Admirals und zeigte mit insgesamt 48 Toren und 53 Assists in 149 Spielen zwar solide Leistungen, beendete aber im Sommer 1991 seine aktive Karriere.

## Karriere als Trainer
1994 kehrte DeBoer zum Eishockeysport zurück, als er Assistenztrainer von Paul Maurice bei den Detroit Junior Red Wings aus der Juniorenliga OHL wurde. Das Team gewann in der Saison den J. Ross Robertson Cup als Meister der Liga und zog in der Memorial-Cup-Finalrunde bis ins Finale ein. Cheftrainer Maurice wurde nach dem Erfolg von Teambesitzer Peter Karmanos befördert und in sein NHL-Team zu den Hartford Whalers geholt.
Peter DeBoer trat daraufhin die Nachfolge von Maurice als Cheftrainer und General Manager des Juniorenteams an, dass sich ab der Saison 1995/96 Detroit Whalers nannte. Nach einer guten ersten Saison mit dem Erreichen des Halbfinales der Playoffs schwächelte die Mannschaft im Jahr darauf, konnte nur 26 der 66 Ligaspiele gewinnen und schied in der ersten Runde der Playoffs aus.
Da in Plymouth Township, einem Vorort von Detroit, eine neue Arena für das Team gebaut worden war, zog das Team dorthin um und benannte sich im Sommer 1997 in Plymouth Whalers. DeBoer verhalf der Mannschaft daraufhin wieder zu alter Stärke und die Whalers erreichten wieder das Halbfinale der Endrunde. Die Saison 1998/99 beendete das Team mit 51 Siegen aus 68 Spielen als beste Mannschaft der OHL, scheiterte aber in den Playoffs überraschend in der zweiten Runde an den London Knights. Trotzdem erhielt DeBoer die Matt Leyden Trophy als bester Trainer der Liga.
Auch die folgende Saison schlossen die Whalers auf dem ersten Platz der OHL ab und zogen daraufhin bis ins Playoff-Finale ein, wo sie jedoch an den Barrie Colts scheiterten. Erneut erhielt DeBoer daraufhin die Matt Leyden Trophy und außerdem den CHL Coach of the Year Award. Auch in der Saison 2000/01 erreichten die Whalers das Finale, scheiterten aber erneut.
Peter DeBoer verließ daraufhin im Sommer 2001 die Mannschaft und übernahm den Trainer- und General Manager-Posten bei Ligakonkurrent Kitchener Rangers. Die Rangers hatten in den vier Spielzeiten zuvor immer eine negative Siegesbilanz, doch DeBoer konnte diese Negativserie sofort beenden. In der Saison 2002/03 setzte die Mannschaft ihren Weg an die Spitze fort, spielte die zweitbeste Saison ihres 40-jährigen Bestehens mit 46 Siegen und belegte in der regulären Saison den ersten Platz in der OHL. Mit nur einer Niederlage zogen die Rangers in den Playoffs bis ins Conference-Finale ein, wo sie ausgerechnet auf die Plymouth Whalers trafen, die sie aber in einer umkämpften sieben Spiele dauernden Serie schlagen konnten. Im Finale besiegten sie schließlich noch die Ottawa 67’s. Auch in der Memorial-Cup-Finalrunde konnte sie ihre Dominanz fortsetzen und absolvierten das Turnier ungeschlagen und erfolgreich.
Es folgten zwei eher durchschnittliche Spielzeiten, ehe die Rangers in der Saison 2005/06 wieder zur Spitze der Liga gehörten, aber in den Playoffs schon in der ersten Runde scheiterten. 2006/07 schieden sie in der zweiten Runde gegen die Plymouth Whalers aus, konnten aber 2007/08 wieder in die Erfolgsspur zurückfinden. Mit 53 Siegen erreichten die Rangers das beste Saisonergebnis ihrer Geschichte und zogen mit nur einer Niederlage in den ersten drei Runden ins OHL-Finale ein, wo sie in einer umkämpften Serie erst 3:0 führten, die Belleville Bulls aber noch ausgleichen konnten. Erst im siebten Spiel konnten sich die Rangers den Gewinn der Meisterschaft sichern. In dem darauffolgenden Memorial-Cup-Turnier erreichten sie ebenfalls das Finale, unterlagen jedoch dem Vertreter der WHL, den Spokane Chiefs.
Auf Grund der Erfolge im Bereich der Junioren verpflichteten ihn die Florida Panthers aus der NHL an seinem 40. Geburtstag als neuen Cheftrainer. Nach einer soliden ersten Saison mit 93 Punkten, in der die Panthers die Qualifikation für die Playoffs knapp verpassten, folgten zwei schwächere Spielzeiten, in denen die Mannschaft sportlich nicht genügte, um die Playoffs zu erreichen und beendete diese Spielzeiten jeweils auf dem letzten Platz der Southeast Division. Am 10. April 2011 wurde DeBoer bei den Panthers seines Amtes enthoben. Am 19. Juli 2011 wurde DeBoer als Cheftrainer der New Jersey Devils vorgestellt. Die Mannschaft führte er in den folgenden Playoffs 2012, seinen ersten als NHL-Trainer, prompt ins Endspiel um den Stanley Cup, unterlag dort allerdings den Los Angeles Kings mit 2:4.
Nach drei Jahren entließ man DeBoer im Dezember 2014. Seine Nachfolge übernahmen mit Adam Oates und Scott Stevens zwei gleichberechtigte Cheftrainer. DeBoer fand schließlich im Mai 2015 eine neue Anstellung, als man ihn bei den San Jose Sharks als neuen Cheftrainer vorstellte. Die Sharks führte er in den Playoffs 2016 in sein zweites Stanley-Cup-Finale, ging dort jedoch nach einem erneuten 2:4 gegen die Pittsburgh Penguins abermals als Verlierer vom Eis. Schließlich wurde er im Dezember 2019 nach einem schwachen Start in die Spielzeit 2019/20 nach über vier Jahren in San Jose entlassen und interimsweise durch seinen Assistenten Bob Boughner ersetzt.
Nur kurze Zeit später trat er im Januar 2020 beim Divisionskonkurrenten, den Vegas Golden Knights, die Nachfolge von Gerard Gallant, von dem sich das Team überraschend getrennt hatte. Die Knights führte er in den Playoffs 2020 und 2021 jeweils bis ins Halbfinale, verpasste mit dem Team jedoch in der Saison 2021/22 zum ersten Mal überhaupt die post-season, sodass er im Mai 2022 von seinen Pflichten enthoben wurde. Etwa einen Monat später verpflichteten ihn die Dallas Stars in gleicher Funktion. Dort war er drei Jahre tätig, in denen er mit den Stars ebenfalls stets das Conference-Finale erreichte, dort allerdings jeweils unterlegen war. Nach der Saison 2024/25 trennte man sich dann vom Kanadier.

### International
Peter DeBoer war neben seiner Tätigkeit als Trainer in der OHL auch für das kanadische U20-Nationalteam aktiv. 1998 stand er erstmals als Assistenztrainer hinter der Bande, als Kanada einen enttäuschenden sechsten Platz bei der U20-Weltmeisterschaft belegte. Sieben Jahre später assistierte er Cheftrainer Brent Sutter beim Titelgewinn der U20-WM und arbeitete erneut bei der Super Series 2007 mit Sutter zusammen.
Im September 2016 fungierte er als Co-Trainer des Team Nordamerika beim World Cup of Hockey 2016, einer Auswahl von U23-Spielern aus Kanada und den USA.

## Erfolge und Auszeichnungen

### Als Spieler
- 1988 J.-Ross-Robertson-Cup-Gewinn mit den Windsor Compuware Spitfires

### Als Trainer und General Manager
| - 1995 J.-Ross-Robertson-Cup-Gewinn mit den Detroit Junior Red Wings (als Assistenztrainer) - 1999 Matt Leyden Trophy - 1999 OHL First All-Star Team - 2000 Matt Leyden Trophy - 2000 OHL First All-Star Team - 2000 Brian Kilrea Coach of the Year Award - 2003 J.-Ross-Robertson-Cup-Gewinn mit den Kitchener Rangers | - 2003 OHL Third All-Star Team - 2003 Memorial-Cup-Gewinn mit den Kitchener Rangers - 2005 Goldmedaille bei der U20-Junioren-Weltmeisterschaft (als Assistenztrainer) - 2008 J.-Ross-Robertson-Cup-Gewinn mit den Kitchener Rangers - 2008 OHL Second All-Star Team - 2022 Teilnahme am NHL All-Star Game |

## Karrierestatistik
(Legende zur Spielerstatistik: Sp oder GP = absolvierte Spiele; T oder G = erzielte Tore; V oder A = erzielte Assists; Pkt oder Pts = erzielte Scorerpunkte; SM oder PIM = erhaltene Strafminuten; +/− = Plus/Minus-Bilanz; PP = erzielte Überzahltore; SH = erzielte Unterzahltore; GW = erzielte Siegtore; 1 Play-downs/Relegation; Kursiv: Statistik nicht vollständig)